# Márk Pap
Márk Pap (* 2. Februar 2002) ist ein ungarischer Leichtathlet, der sich auf den Sprint spezialisiert hat und zu Beginn seiner Karriere auch im Hürdenlauf an den Start ging.

## Sportliche Laufbahn
Erste internationale Erfahrungen sammelte Márk Pap beim Europäischen Olympischen Jugendfestival (EYOF) in Baku in 13,70 s die Bronzemedaille über 110 m Hürden gewann. 2023 startete er mit der ungarischen 4-mal-100-Meter-Staffel bei den Weltmeisterschaften in Budapest und schied dort mit 39,55 s im Vorlauf aus. 2025 wurde er bei der 1. Liga der Team-Europameisterschaft in Madrid in 39,26 s Sechster im B-Lauf über 4-mal 100 Meter, ehe er bei den World University Games in Bochum mit 10,59 s im Halbfinale über 100 Meter ausschied. Zudem wurde er im Staffelbewerb im Vorlauf disqualifiziert.

## Persönliche Bestzeiten
- 100 Meter: 10,25 s (+0,4 m/s), 9. Juli 2022 in Miskolc
  - 60 Meter (Halle): 6,78 s, 1. Februar 2025 in Budapest
- 200 Meter: 20,70 s (+1,1 m/s), 11. September 2022 in Győr